# Girolamo Marcello (1860-1940)
Girolamo Marcello (Venezia, 16 ottobre 1860 – Venezia, 12 giugno 1940) è stato un militare e politico italiano, che fu Deputato nella XXII, XXIII, XXIV Legislatura del Regno d'Italia, sottosegretario al ministero delle Poste e Telegrafi per tutta la durata de primo e del secondo governo Salandra, e Senatore nella XXVII, XXVIII, XXIX e XX Legislatura.

## Biografia
Nacque a Venezia il 16 ottobre 1860, figlio di Alessandro e Andrianna Zon, all'interno della famiglia Marcello e poteva quindi fregiarsi dei titoli di nobiluomo, patrizio veneto, conte e barone della Baronia Marcello. 
Intraprese la carriera militare nella Regia Marina, e nel 1874 fu ammesso a frequentare la Scuola di marina di Genova, conseguendo la nomina a guardiamarina nel 1879. Promosso sottotenente di vascello fu imbarcato sulle pirofregate corazzate Palestro e Venezia. Divenuto tenente di vascello prese parte alla campagna d'Africa del 1887 imbarcato sull'avviso Agostino Barbarigo, e poi fu comandante di torpediniere dal 1894 al 1896. Promosso capitano di corvetta nel 1898, prestò servizio al Ministero della Marina e poi divenne comandante della nave ausiliaria Sesia. nel 1903 fu collocato in posizione di riserva a causa di una infermità, raggiungendo il grado di capitano di fregata nel 1906. Intrapresa la carriera politica fu eletto deputato per tre legislature consecutive, XXII, XXIII, e XXIV, dal 1903 al 1914.
Venne richiamato in servizio nel 1906-1908 e nel 1911-1912 in occasione della guerra italo-turca, nella quale fu al comando della nave ospedale Re d'Italia. Posto fuori servizio fu sottosegretario al ministero delle Poste e Telegrafi per tutta la durata de primo e del secondo governo Salandra (1914-1916).
Dal 1924 fu senatore del Regno, e dal 1929 fu inoltre socio della Società Geografica Italiana. Fu membro della Commissione per l'esame del disegno di legge sulla leva marittima (6 giugno 1927), membro della Commissione per l'esame dei disegni di legge "provenienti dalla Camera dei Deputati durante l'intervallo dei lavori del Senato" (20 novembre 1928), membro della Commissione per l'esame del disegno di legge "Provvedimenti per la bonifica integrale" (14 dicembre 1928), Segretario del Senato (30 aprile 1929-19 gennaio 1934), e membro della Commissione di finanze (1º maggio 1934-2 marzo 1939, 17 aprile 1939-12 giugno 1940). Si spense a Venezia il 12 giugno 1940, due giorni dopo l'entrata nella seconda guerra mondiale del Regno d'Italia.